# Igreja Católica no Saara Ocidental
A Igreja Católica no Saara Ocidental é parte da Igreja Católica universal, em comunhão com a liderança espiritual do Papa, em Roma, e da Santa Sé. Este é um território que está sob o domínio marroquino, à espera da realização de um referendo estabelecido pelas Nações Unidas (ONU) para decidir sobre sua independência.

## História

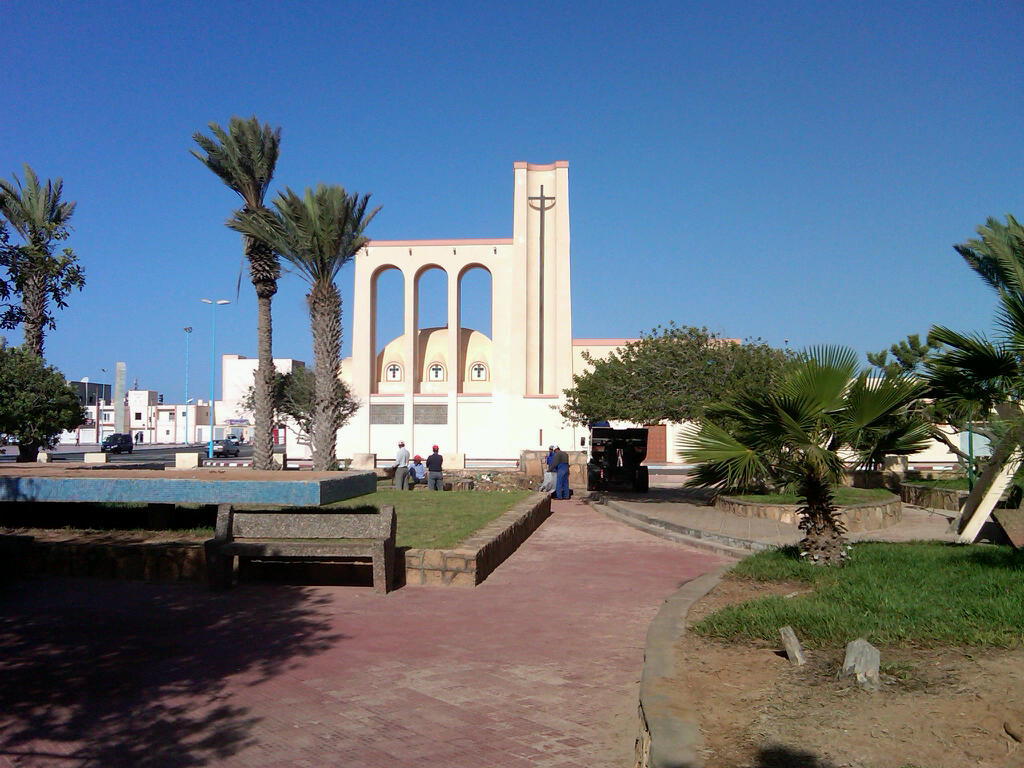
Igreja de Nossa Senhora do Carmo, localizada em Dakhla.

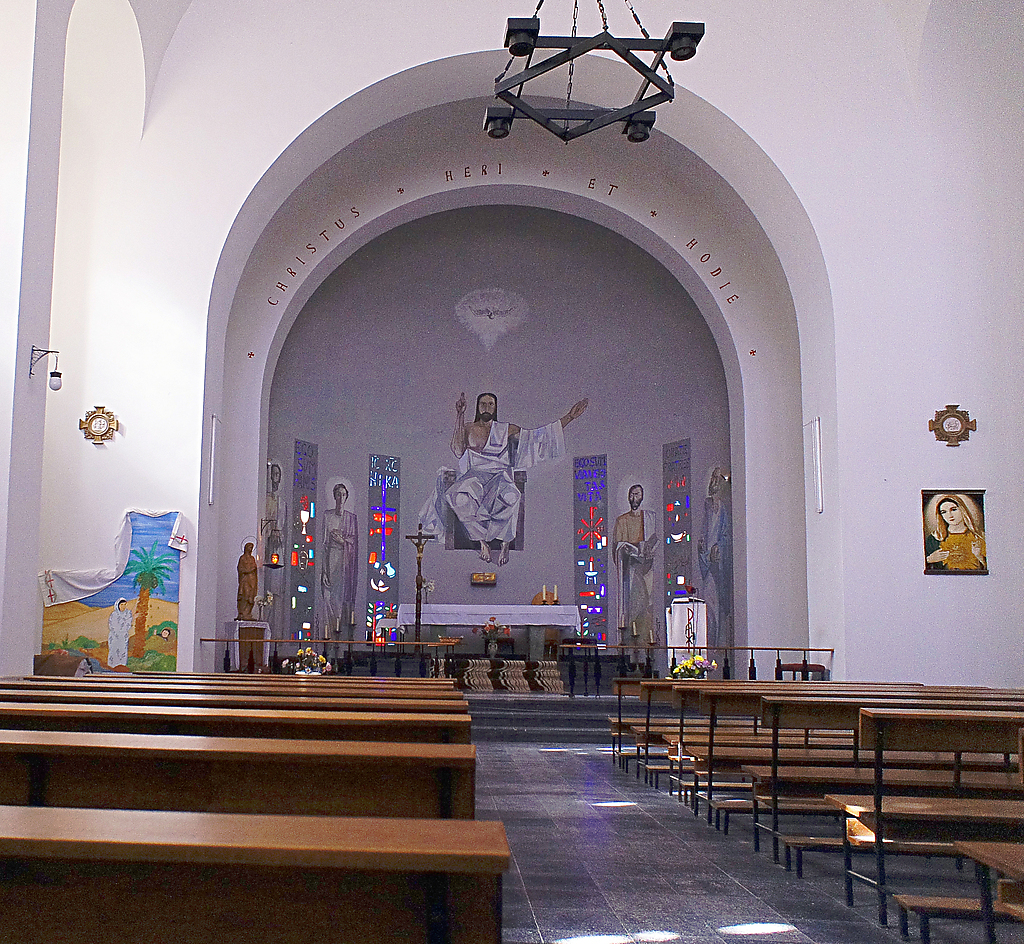
Interior da Catedral de São Francisco de Assis, localizada em El Aaiún.

Os portugueses exploraram a área costeira no século XV, embora nenhum esforço tenha sido feito para colonizá-la. Devido à sua localização próxima das Ilhas Canárias, a Espanha reivindicou oficialmente um protetorado sobre a região em 1884, mas não a ocupou até 1934 devido à resistência de nativos nômades. Em 1954, a Prefeitura Apostólica do Saara Espanhol e Ifni foi criada a partir do Vicariato Apostólico de Ghardaia, na Argélia, e confiada à província espanhola dos Missionários Oblatos de Maria Imaculada. Quatro anos depois, como o Saara Espanhol, a região se tornou uma província integral da Espanha. Ifni foi posteriormente removida para outra jurisdição eclesiástica. Em meados da década de 1950, descobriu-se que o Saara Ocidental continha ricos depósitos de fosfato, levando os nativos do Saara a desenvolver um senso de nacionalismo. Em duas décadas, a região tornou-se o foco de uma disputa territorial, quando as três nações vizinhas tentaram obter o controle total da região após a decisão da Espanha de encerrar sua reivindicação em 1976. No meio de negociações secretas entre Marrocos, Argélia e Mauritânia, um facção nacionalista conhecida como Frente Polisário se proclamou o governo de exílio da região e denominou a região de República Árabe Saaraui Democrática. A Frente convenceu a Mauritânia a desistir de perseguir suas reivindicações territoriais. Enquanto isso, o Tribunal Internacional de Justiça, reunido em Haia, rejeitou o pedido de soberania total de Marrocos. O Marrocos ignorou essa decisão, bem como um referendo mediado pela ONU após um cessar-fogo em 1991, e continuou pressionando sua reivindicação no século XXI.

## Atualmente
Em 2000, o território do Saara Ocidental continha duas paróquias administradas por três padres religiosos; a população católica consistia principalmente de espanhóis e membros da Força de Interposição da ONU. O contato com a maioria muçulmana limitou-se a questões educacionais e culturais, que serviram como veículo para o diálogo entre as duas religiões. A maioria dos saaráuis eram árabes ou berberes étnicos. Marrocos manteve o controle administrativo do território até 2000.
Em uma visita ad limina apostolorum dos bispos da Argélia, Líbia, Marrocos, Saara Ocidental e Tunísia ao Vaticano, no ano de 2015, o Papa Francisco pediu aos líderes religiosos desses países que mantivessem suas comunidades de "portas abertas". O Pontífice também afirmou que estes países representam "uma periferia", e agradeceu pelo trabalho de cada um, apesar das "explosões de violência" registadas na região, especialmente na Líbia.

## Organização territorial

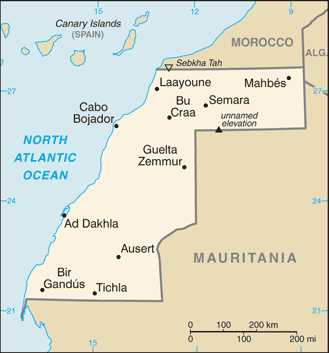
O território da Prefeitura Apostólica do Saara Ocidental é o mesmo dos limites territoriais do país.

O catolicismo está presente no país com uma única circunscrição, a Prefeitura Apostólica do Saara Ocidental, que cobre todo o território saaráui.

## Conferência Episcopal
A reunião dos bispos saaráuis, além dos bispos da Argélia, Líbia, Marrocos e Tunísia forma a Conferência Episcopal Regional do Norte da África, que foi criada em 1966.